# Chrysomyiinae
Sous-famille
Les Chrysomyiinae sont une sous-famille de diptères brachycères muscomorphes calyptères de la famille des Calliphoridae.

## Liste des tribus
Selon ITIS (12 mai 2019) :
- tribu des Chrysomyiini
- tribu des Phormiini
- tribu des Rhingiini

## Publication originale
- (en) John Russell Malloch, « Notes on Australian Diptera. No. xi », Proceedings of the Linnean Society of New South Wales, Sydney, Inconnu et Société linnéenne de Nouvelle-Galles du Sud, vol. 52, no 212,‎ 1927, p. 299-335 (ISSN 0370-047X, OCLC 1755950, lire en ligne).